# Ion Ștefan
Ion Ștefan (n. 22 ianuarie 1969, Milcovul, România) este un deputat român, ales în 2016. 
Ion Ștefan a ajuns în atenția publicului prin gafele de exprimare! Într-o emisiune la un post național de televiziune acesta a spus că "Laptopurile din minister sunt foarte mici. Oamenii din minister au mâini și picioare, se nasc sau sunt născuți" .  Chiar la numirea lui în funcția de ministru a fost parte dintr-un scandal în Focșani. Acesta nu a plătit impozitele pentru o casă de  910 metri pătrați, în declarația lui de avere figurând că având 524. De menționat este faptul că socrul lui a fost primar în perioada în care acesta a construit dubioasa casă. Așadar acesta a primit o amendă de 51.000 de lei.  
În 2016 a candidat la funcția de primar al orașului Focșani, pierzând cursa în fața actualului primar. Totuși, în seara votului acesta a declarat că a câștigat alegerile la o diferență de aproape 10 procente .
Acesta a fost poreclit Grindă.